# Parviz Jalayer
Parviz Jalayer (in persiano  پرویز جلایر‎; Teheran, 6 ottobre 1939 – 6 luglio 2019) è stato un sollevatore iraniano medagliato olimpico e mondiale, che ha gareggiato nella categoria dei pesi leggeri (fino a 67,5 kg.).

## Biografia
Jalayer nel 1964 prese parte alle Olimpiadi di Tokyo, che valevano anche come campionati mondiali, concludendo la gara al 7º posto finale con 395 kg. nel totale di tre prove.
Nel 1966 ottenne la medaglia di bronzo ai campionati mondiali di Berlino Est con 405 kg. nel totale, dietro al sovietico Evgenij Kacura (437,5 kg.) ed al polacco Marian Zieliński (410 kg.), e dopo un paio di mesi vinse la medaglia d'oro ai Giochi Asiatici di Bangkok.
Due anni più tardi Jalayer partecipò alle Olimpiadi di Città del Messico 1968, riuscendo a conquistare la medaglia d'argento con 422,5 kg. nel totale, inserendosi sul podio tra i due polacchi Waldemar Baszanowski (437,5 kg.) e Marian Zieliński (420 kg.). In quell'anno la competizione olimpica era valida anche come campionato mondiale.
Nel corso della sua carriera Jalayer stabilì un record del mondo nella prova di slancio.